# Kong (Iran)
Pour les articles homonymes, voir Kong.
Kong (en persan : كنگ), parfois romanisée Kung ou Gong, et également connue sous le nom de Bandar-e Kong ou Bandar-e Gong,  est une ville portuaire de la province du Hormozgan dans le sud de l'Iran.

## Histoire
Après la chute d'Ormuz en 1622, Kong devient le centre des activités commerciales portugaises dans le golfe Persique.